# Blikanasaurus
Blikanasaurus (лат.) — род динозавров из подотряда завроподморф. Ископаемые остатки обнаружены в формации Elliot и датируются верхним триасом (227,0—201,3 млн лет назад).
Голотип SAM K403 хранится в Южно-Африканском музее в Кейптауне и представляет из себя  по левую нижнюю конечность. Типовой и единственный вид, Blikanasaurus cromptoni, был впервые описан Гальтоном и Ван Хеерденом в 1985 году.
При описании род был выделен в семейство Blikanasauridae клады прозавропод, но с 2003 года его систематизировали как представителя более прогрессивного инфраотряда завропод. В 2015 году группа систематиков во главе с McPhee при описании нового вида динозавров провела филогенетические исследования, в результате которого Blikanasaurus отнесли к кладе Sauropodiformes вне инфраотряда завропод.